# Parque nacional de Omo
El parque nacional de Omo es uno de los Parques Nacionales de Etiopía. Situado en la región de los pueblos meridionales, las nacionaliades y  naciones del sur, en la orilla oeste del río Omo. El parque cubre aproximadamente 4.068 kilómetros cuadrados, y está a unos 870 kilómetros al suroeste de Addis Abeba, a través del Omo en el parque nacional de Mago. A pesar de poseer una pista de aterrizaje, de reciente construcción cerca de la sede del parque en el río Mui, este parque no es fácilmente accesible, siendo a veces descrito como el parque nacional "más remoto de Etiopía."
El curso bajo del río Omo, fue declarado por la UNESCO Patrimonio de la Humanidad en 1980.